# Thunbergia
A Thunbergia az ajakosvirágúak (Lamiales) rendjébe és a medvekörömfélék (Acanthaceae) családjába tartozó nemzetség.
Alcsaládjának a típusnemzetsége.

## Tudnivalók
A Thunbergia-fajok Afrikában, Madagaszkáron és Dél-Ázsiában őshonosak. Ezt a nemzetséget egyéves és évelő, indás kúszónövények, illetve kisebb cserjék alkotják. Az idetartozó növényfajok mérete 2-8 méter között van.

## Rendszerezés
A nemzetségbe az alábbi 102 faj tartozik:
- Thunbergia adenocalyx Radlk.
- Thunbergia affinis S.Moore
- szárnyas feketeszem (Thunbergia alata) Bojer ex Sims
- Thunbergia alba S. Moore
- Thunbergia amoena C.B. Clarke
- Thunbergia anatina Benoist
- Thunbergia angolensis S.Moore
- Thunbergia angulata Hils. & Bojer ex Hook.
- Thunbergia annua Hochst. ex Nees
- Thunbergia armipotens S.Moore
- Thunbergia atacorensis Akoègn. & Lisowski
- Thunbergia atriplicifolia E. Mey. ex Nees
- Thunbergia aurea N.E. Br.
- Thunbergia battiscombei Turrill
- Thunbergia beniensis De Wild.
- Thunbergia beninensioides De Wild.
- Thunbergia bikimaensis De Wild.
- Thunbergia bogoroensis De Wild.
- Thunbergia brewerioides Schweinf.
- Thunbergia capensis Retz. - típusfaj
- Thunbergia cerinthoides Radlk.
- Thunbergia chrysops Hook.
- Thunbergia ciliata De Wild.
- Thunbergia coccinea Wall.
- Thunbergia convolvulifolia Baker
- Thunbergia cordata Lindau
- Thunbergia crispa Burkill
- Thunbergia cuanzensis S.Moore
- Thunbergia cyanea Nees
- Thunbergia cycnium S.Moore
- Thunbergia cynanchifolia Benth.
- Thunbergia dasychlamys Bremek.
- Thunbergia dregeana Nees
- Thunbergia eberhardtii Benoist
- Thunbergia erecta (Benth.) T.Anderson
- Thunbergia fasciculata Lindau
- Thunbergia fischeri Engl.
- Thunbergia fragrans Roxb.
- Thunbergia gentianoides Radlk.
- Thunbergia gibsonii S. Moore
- Thunbergia gossweileri S.Moore
- Thunbergia gracilis Benoist
- Thunbergia graminifolia De Wild.
- Thunbergia grandiflora (Roxb. ex Rottl.) Roxb.
- Thunbergia gregorii S.Moore
- Thunbergia guerkeana Lindau
- Thunbergia hamata Lindau
- Thunbergia heterochondros (Mildbr.) Vollesen
- Thunbergia hockii De Wild.
- Thunbergia holstii Lindau
- Thunbergia hookeriana Lindau
- Thunbergia huillensis S.Moore
- Thunbergia hyalina S.Moore
- Thunbergia katentaniensis De Wild.
- Thunbergia kirkiana T. Anderson
- Thunbergia laborans Burkill
- Thunbergia laevis Nees
- Thunbergia lamellata Hiern
- Thunbergia lancifolia T.Anderson
- Thunbergia lathyroides Burkill
- Thunbergia laurifolia Lindl.
- Thunbergia leucorhiza Benoist
- Thunbergia liebrechtsiana De Wild. & T.Durand
- Thunbergia longepedunculata De Wild.
- Thunbergia longifolia Lindau
- Thunbergia longisepala Rendle
- Thunbergia lutea T. Anderson
- Thunbergia malangana Lindau
- Thunbergia masisiensis De Wild.
- Thunbergia mechowii Lindau
- Thunbergia mellinocaulis Burkill
- Thunbergia microchlamys S. Moore
- Thunbergia mildbraediana Lebrun & Touss.
- Thunbergia mollis Lindau
- Thunbergia monroi S. Moore
- Thunbergia mysorensis (Wight) T.Anderson
- Thunbergia natalensis Hook.
- Thunbergia neglecta Sond.
- Thunbergia oblongifolia Oliv.
- Thunbergia oubanguiensis Benoist
- Thunbergia parvifolia Lindau
- Thunbergia paulitschkeana Beck
- Thunbergia petersiana Lindau
- Thunbergia pondoensis Lindau
- Thunbergia purpurata Harv. Ex C. B. Cl.
- Thunbergia pynaertii De Wild.
- Thunbergia recasa S.Moore
- Thunbergia retefolia S.Moore
- Thunbergia rufescens Lindau
- Thunbergia schimbensis S. Moore
- Thunbergia schweinfurthii S. Moore
- Thunbergia sericea Burkill
- Thunbergia sessilis Lindau
- Thunbergia stellarioides Burkill
- Thunbergia stelligera Lindau
- Thunbergia stuhlmanniana Lindau
- Thunbergia subalata Lindau
- Thunbergia togoensis Lindau
- Thunbergia usambarica Lindau
- Thunbergia valida S. Moore
- Thunbergia venosa C.B. Clarke
- Thunbergia vogeliana Benth.